# Немцев, Николай Сергеевич
Никола́й Серге́евич Не́мцев (27 октября 1935, Арапино, Куйбышевский край — 2 января 2008) — российский учёный в области почвозащитного земледелия, академик РАСХН (2003).

## Биография
Родился в с. Арапино Шемышейского района Средневолжского края (с 1939 года — в Пензенской области). Окончил Ульяновский СХИ (1963).
В 1963—1971 старший агроном

-семеновод, в 1971—1974 главный агроном, в 1974—1975 директор опытно-производственного хозяйства «Тимирязевский» Ульяновской с.-х. опытной станции, в 1975—1989 директор Ульяновской с.-х. опытной станции (ГОСХОС).
С 1989 г. директор Ульяновского НИИ сельского хозяйства, в который по его инициативе была реорганизована Ульяновская ГОСХОС.
Умер 2 января 2008 года после тяжелой продолжительной болезни.

## Научная деятельность
Доктор сельскохозяйственных наук (1997), профессор (1993), академик РАСХН (2003).
Соавтор разработанных для лесостепного Поволжья научных основ систем обработки почвы для равнинных и склоновых типов.
Автор (соавтор) более 200 научных трудов, в том числе 5 монографий.

### Избранные труды
- Система обработки почв / соавт.: Г. Г. Данилов, И. Ф. Каргин. — М.: Россельхозиздат, 1982. — 270 с.
- Почвозащитное земледелие на склоновых землях Поволжья: рекомендации / МСХ РСФСР, Всерос. отд-ние ВАСХНИЛ. 1983. — 36 с.
- Научно-практические основы систем обработки почвы в Среднем Поволжье / Ульян. НИИСХ. — Ульяновск, 2000. — 150 с.
- Научно-практические основы освоения сберегающих технологий возделывания растений в Среднем Поволжье / соавт.: Г. И. Казаков, А. И. Якунин. — Ульяновск, 2007. — 32 с.
- Очерки по истории агрономии / соавт.: А. Л. Иванов и др. — М., 2008. — 495 с.

## Награды
- два ордена «Знак Почёта» (1971, 1973)
- орден Трудового Красного Знамени (1976)
- Заслуженный агроном РСФСР (1980)
- орден Октябрьской Революции (1981)
- орден Ленина (1986)
- Почётный гражданин Ульяновской области (1996)
- Государственная премия РФ в области науки и техники (2000) — за работу «Научные основы формирования экологически сбалансированных высокопродуктивных агроландшафтов и систем земледелия» (в составе коллектива)
- 5 медалей ВДНХ: бронзовая (1967), серебряные (1970, 1990), золотые (1975, 1980).